# Києво-Святошинський район
Ки́єво-Свято́шинський райо́н — колишній район у Київській області України, був розташований в центральній частині області, в лісостеповій зоні правобережжя Дніпра. Східною межею (понад 60 км) прилягає до Києва. Районним центром було місто Київ, що не входило до району. Населення становило 198 674 особи (на 1 січня 2019). Утворений 1937 року, скасований 2020 року. До 1944 року мав назву «Київський (Святошинський) район». З 2020 року увійшов до складу Бучанського, Фастівського та Обухівського районів.

## Історія
4 квітня 1937 року постановою Президії ЦВК УРСР «Про утворення адміністративних районів на територіях приміських зон міських рад — обласних центрів» у Київській області Української РСР було утворено два райони: Броварський у складі 29 сільських рад і Київський (Святошинський) у складі 33 сільських і 3 селищних рад, до складу яких увійшли сільради і селищні ради, що входили раніше до приміської зони Київської міської ради.
15 серпня 1944 року Указом Президії Верховної Ради УРСР «Про перейменування, уточнення і внесення змін в найменування деяких міст, районних центрів і районів Української РСР» Київський (Святошинський) район було перейменовано у Києво-Святошинський район.
17 липня 2020 року Верховна Рада України прийняла постанову «Про утворення та ліквідацію районів», якою зокрема було ліквідовано Києво-Святошинський район.

## Географія

### Розташування
Своєю східною межею (понад 60 км) прилягав до Києва. На півночі межував з Вишгородським районом, Бучанською та Ірпінською міськрадами, на заході — з Бородянським і Макарівським районами, на півдні — з Васильківським і Обухівським районами. До 1973 року до Києво-Святошинського райо́ну входила значна частина території теперішнього Вишгородського району.

### Клімат
Клімат помірно континентальний з достатнім зволоженням, сприятливий для вирощування зернових, овочевих і фруктово-ягідних культур.

## Адміністративний устрій

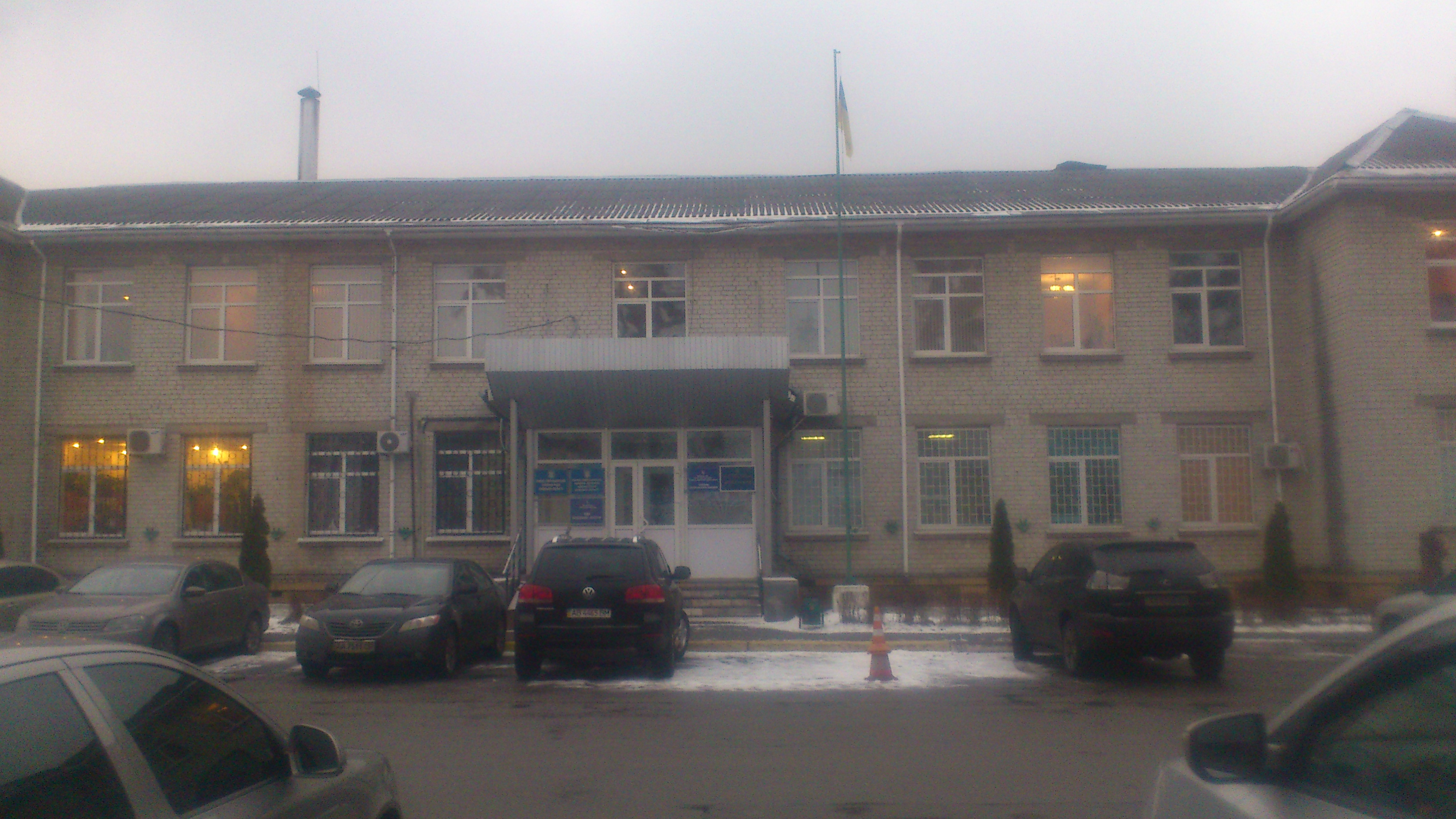
Будівля районної ради і державної адміністрації Києво-Святошинського району

Адміністративно-територіально район поділявся на 2 міські ради, 1 селищну раду та 25 сільських рад, які об'єднували 52 населені пункти і були підпорядковані Києво-Святошинській районній раді. Адміністративний центр — місто Київ, яке є містом державного значення та не входило до складу району.
Населені пункти району (станом на 01.06.2015):
- Боярка місто
- Вишневе місто
- Чабани: смт
- Білогородка
- Бобриця
- Бузова
- Буча
- Віта-Поштова
- Гатне
- Гнатівка
- Горбовичі
- Гореничі
- Горенка
- Гурівщина
- Дмитрівка
- Жорнівка
- Забір'я
- Забуччя
- Іванків
- Капітанівка
- Княжичі
- Кременище
- Крюківщина
- Круглик
- Личанка
- Лісне
- Лісники
- Лука
- Любимівка
- Малютянка
- Мила
- Мироцьке
- Михайлівка-Рубежівка
- Мощун
- Мрія
- Музичі
- Неграші
- Нове
- Новосілки
- Петропавлівська Борщагівка
- Петрушки
- Святопетрівське
- Софіївська Борщагівка
- Стоянка
- Тарасівка
- Хмільна
- Ходосівка
- Хотів
- Чайки
- Шевченкове
- Шпитьки
- Юрівка

## Транспорт
Районом проходить низка важливих автошляхів E40М06, E95М05 та E373.

## Населення
Станом на 1 листопада 2019 року населння району складало 208,1 тис. мешканців.
Розподіл населення за віком та статтю (2001):
| Стать | Всього | До 15 років | 15-24  | 25-44  | 45-64  | 65-85  | Понад 85 |
| --- | ------ | ----------- | ------ | ------ | ------ | ------ | -------- |
| Чоловіки | 71 777 | 12 839      | 12 242 | 23 066 | 17 836 | 5583   | 211      |
| Жінки | 82 555 | 12 131      | 12 621 | 24 131 | 21 882 | 10 886 | 904      |
| \| Статево-вікова піраміда \| Статево-вікова піраміда \| Статево-вікова піраміда \| \| ----------------------- \| ----------------------- \| ----------------------- \| \| Чоловіки \| Вік \| Жінки \| \| 211 \| 85 + \| 904 \| \| 381 \| 80-84 \| 1222 \| \| 1126 \| 75-79 \| 2870 \| \| 1876 \| 70-74 \| 3469 \| \| 2200 \| 65-69 \| 3325 \| \| 4174 \| 60-64 \| 5630 \| \| 2838 \| 55-59 \| 3553 \| \| 5131 \| 50-54 \| 5854 \| \| 5693 \| 45-49 \| 6845 \| \| 6025 \| 40-44 \| 6647 \| \| 5547 \| 35-39 \| 5986 \| \| 5287 \| 30-34 \| 5347 \| \| 6207 \| 25-29 \| 6151 \| \| 6068 \| 20-24 \| 6251 \| \| 6174 \| 15-20 \| 6370 \| \| 5606 \| 10-14 \| 5180 \| \| 3948 \| 5-9 \| 3775 \| \| 3285 \| 0-4 \| 3176 \| |        |             |        |        |        |        |          |
| Статево-вікова піраміда |        |             |        |        |        |        |          |
| Чоловіки | Вік    | Жінки       |        |        |        |        |          |
| 211 | 85 +   | 904         |        |        |        |        |          |
| 381 | 80-84  | 1222        |        |        |        |        |          |
| 1126 | 75-79  | 2870        |        |        |        |        |          |
| 1876 | 70-74  | 3469        |        |        |        |        |          |
| 2200 | 65-69  | 3325        |        |        |        |        |          |
| 4174 | 60-64  | 5630        |        |        |        |        |          |
| 2838 | 55-59  | 3553        |        |        |        |        |          |
| 5131 | 50-54  | 5854        |        |        |        |        |          |
| 5693 | 45-49  | 6845        |        |        |        |        |          |
| 6025 | 40-44  | 6647        |        |        |        |        |          |
| 5547 | 35-39  | 5986        |        |        |        |        |          |
| 5287 | 30-34  | 5347        |        |        |        |        |          |
| 6207 | 25-29  | 6151        |        |        |        |        |          |
| 6068 | 20-24  | 6251        |        |        |        |        |          |
| 6174 | 15-20  | 6370        |        |        |        |        |          |
| 5606 | 10-14  | 5180        |        |        |        |        |          |
| 3948 | 5-9    | 3775        |        |        |        |        |          |
| 3285 | 0-4    | 3176        |        |        |        |        |          |

Національний склад населення району за переписом 2001 року
- українці — 92,0 %
- росіяни — 6,5 %
- білоруси — 0,5 %
- поляки — 0,2 %

Середня чисельність наявного населення станом на 1 грудня 2012 року була — 158,6 тис. мешканців. Зокрема, міського населення — 76,8 тис. і сільського — 81,8 тис. мешканців; жінок — 40,4 тис., чоловіків — 35,8 тис.
Густота населення — 212,730 осіб/км².

## Екскурсійні об'єкти
- Див.Київ
- Будинок Кістяківських (м. Боярка)
- Будинок лісництва (м. Боярка)
- Городище скіфських часів, VI—V ст. до н. е. (с. Хотів)
- Городище Х—ХІІІ ст. (c.Білогородка)
- Дачні будиночки (м. Боярка)
- Курган (с. Гатне)
- Могильник (с. Гатне)
- Краєзнавчий музей (м. Боярка)
- Парки (м. Боярка)
- Поштова станція (с. Гурівщина)
- Спортивний комплекс «Чайка» (с. Петропавлівська Борщагівка)
- Залишки садиби Олександра Терещенка та парк (с. Шпитьки)
- ДОТи Київського укріпрайону (Лісники, Кременище, Круглик, Юрівка, Тарасівка, Білогородка, Горенка)

## Історичні храми
- Церква святого Симеона Стовпника (с. Петропавлівська Борщагівка)
- Покровська церква (с. Гатне)
- церква Різдва Богородиці (с. Гнатівка)
- Свято-Михайлівська церква (м. Боярка)
- Михайлівська церква[d] (с. Михайлівка-Рубежівка)

## Персоналії
- Угляренко Петро Володимирович (1922, Мила — 1997) — український письменник.
- Мельниченко Іван Олександрович, радянський вояк, Герой Радянського Союзу.
- Любимець Микола Клавдійович — офіцер Армії УНР.
- Мнишенко Михайло Якович — Герой Радянського Союзу.
- Марченко Михайло Іванович — український історик, автор численних праць з історії України доби середньовіччя, перший радянський ректор Львівського національного університету імені Івана Франка.
- Марченко Валерій Веніамінович — онук Михайла Марченка, український дисидент-правозахисник, літературознавець і перекладач, похований у Гатному.
- Марченко Ніна Михайлівна — мати Валерія Марченка, кандидат педагогічних наук, викладач, похована поруч із сином у Гатному.
- Драниш Олена Михайлівна — українська акторка.
- Лобза Людмила Михайлівна — українська акторка.
- Мельник Яків Іванович — сільськогосподарський діяч.
- Герасименко Микола Купріянович — письменник-гуморист.
- Павлюченко Поліна Григорівна (народилася 29 квітня 1945 року) — народна артистка України (1995).
- Проценко Володимир Миколайович[8](1954, с. Запоріжжя) проживає в м. Боярці з 1974 року  — український письменник, журналіст, краєзнавець, член Національної спілки письменників України, заслужений діяч мистецтв України, лауреат Міжнародної премії ім Івана Багряного (діаспори США), Літературної Акції Кабінету Міністрів України «Золоте перо України», Всекримських премій адмірала Окуневського і Степана Руданського, обирався депутатом районної ради.
- Барбара Валентин Петрович (17 квітня 1959) — український правник, заступник Голови Верховного Суду України — секретар Судової палати у господарських справах, заслужений юрист України, кандидат юридичних наук.
- Масарик Василь Степанович (19 лютого 1921 — 1973, м. Київ) — український кінорежисер.
- Тарновський Олександр Анатолійович (3 липня 1958 — 1 вересня 2007) Юрівка (Києво-Святошинський район) — лауреат міжнародних конкурсів архітектурно-художніх проектів (Україна, Німеччина, Польща, Азербайджан, Туркменістан, США). Дипломат конкурсу «BIENALE» карикатури. Його роботи живопису і графіки прикрашають приватні колекції в Голландії, Італії, США, Канаді, Польщі, Німеччині, Україні.
- Терпило Данило Ількович (* 16 грудня (28 грудня) 1886 с. Трипілля — † кінець листопада 1919, с. Стрітівка) — український революціонер, повстанський отаман, командувач Дніровської дивізії армії УНР, відомий під іменем Зелений.
- Хільчевський Валентин Кирилович (*23 грудня 1953) — український гідролог-гідрохімік, гідроеколог, доктор географічних наук, професор, заслужений діяч науки і техніки України, почесний працівник гідрометслужби України, академік АН вищої освіти України, завідувач кафедри гідрології та гідроекології географічного факультету Київського національного університету імені Тараса Шевченка.

## Політика
25 травня 2014 року відбулися Президентські вибори України. У межах Києво-Святошинського району була створена 91 виборча дільниця. Явка на виборах складала — 68,13 % (проголосували 95 541 із 140 227 виборців). Найбільшу кількість голосів отримав Петро Порошенко — 66,38 % (63 416 виборців); Юлія Тимошенко — 10,77 % (10 287 виборців), Олег Ляшко — 8,03 % (7 668 виборців), Анатолій Гриценко — 5,26 % (5 027 виборців). Решта кандидатів набрали меншу кількість голосів. Кількість недійсних або зіпсованих бюлетенів — 0,77 %.